# Capitan Planet e i Planeteers
Capitan Planet e i Planeteers (Captain Planet and the Planeteers) è un cartone animato ambientalista prodotto da Dic a partire da un'idea di Ted Turner, prodotta tra il 1990 e il 1992. In Italia è stato trasmesso su Rai 2 dal 26 ottobre 1992. La serie si compone di tre stagioni, per un totale di 65 episodi. Esiste una seconda serie, prodotta tra il 1993 e il 1996 dalla Hanna & Barbera ed arrivata in Italia solo nel 2004 su Boomerang dal titolo Le nuove avventure di Capitan Planet.

## Trama
Incapace di tollerare i disastri causati dallo sfruttamento dell'ambiente e dall'inquinamento, Gaia, lo Spirito della Terra, invia cinque anelli dotati di poteri magici a cinque giovani da lei scelti come Ecodifensori (Planeteers in originale), ognuno rappresentante una delle cinque principali etnie umane, ed ognuno possedente il potere di un elemento naturale (acqua, aria, terra e fuoco) più il quinto che rappresenta il cuore, inteso come capacità d'empatia con la natura e l'ambiente. Unendo questi poteri i cinque giovani sono in grado di evocare il supereroe noto come Capitan Planet.

## Personaggi
Inizialmente (prime tre stagioni) i nomi di alcuni personaggi furono leggermente modificati, nelle ultime tre furono ripristinati quelli originali (specialmente quelli degli Ecodifensori).

### Eroi
- Capitan Planet: eroe praticamente quasi invincibile e simile a Superman, Capitan Planet è evocato dai cinque Ecodifensori unendo i loro poteri. Ha solo un punto debole: l'inquinamento. Ha la pelle azzurra, i capelli verde acqua e il costume rosso, con il pianeta Terra giallo al centro
- Gaia: lo Spirito della Terra, residente sull'Isola della Speranza, Gaia è la guida spirituale degli Ecodifensori
- Quam (Kwame in originale): è il leader di fatto del gruppo, viene dall'Africa e detiene il potere della Terra. Ha 16 anni ed è la voce della ragione all'interno del gruppo
- Willy (Wheeler in originale): proveniente dal nord America (per la precisione da Brooklyn), Whiller possiede l'anello dell'elemento Fuoco, ed è il più vecchio del gruppo (17 anni), ma anche quello con meno informazioni sul rischio dello stato della Terra ed anche il più impulsivo. Ha un debole per Linka.
- Linka: proveniente dall'Unione Sovietica (dopo la caduta dell'Unione viene detto che viene dalla Russia, in Italia è sempre stato detto così poiché quando il cartone arrivò in Italia l'URSS era già disciolta), è il cervello del gruppo con una predisposizione alla logica ed alla matematica ed è la portatrice dell'anello dell'Aria. Litiga spesso e volentieri con Willy ma i due finiscono per innamorarsi.
- Gi: proveniente dall'Asia, Gi ha sedici anni e si è proclamata biologo marino, difatti detiene l'anello dell'Acqua. Ama molto gli animali, qualità che contribuisce molto alla causa degli Ecodifensori.
- Matias (Ma-Ti, in originale): è il più giovane del gruppo (12 anni) e proviene da una tribù di indios della foresta amazzonica (per la precisione un Kayapó). Cresciuto in mezzo alla natura, Ma-Ti è in grado di comunicare con tutti gli animali e la natura in generale, difatti possiede l'anello del Cuore (inteso come empatia nei confronti dell'ambiente che ci circonda) che gli permette di comunicare con i suoi compagni a grande distanza.

### Cattivi
Il piccolo gruppo di nemici di Capitan Planet, noto come Ecovillians, rappresentano i vari pericoli che minacciano il pianeta Terra, e spesso presentano caratteristiche animali. Nell'episodio Summit to Save Earth ad alcuni di loro verrà dato un anello opposto a quello degli Ecodifensori, con cui evocheranno Capitan Flagello.
- Mister Virus (Hoggish Greedly in originale): è un uomo simile a un porcello che (insieme al suo servo Perfidio, in originale Rigger) rappresenta i rischi di consumismo e avidità.
- Max Malis (Looten Plunder): un avido uomo d'affari che rappresenta il capitalismo incontrollato e senza etica. I suoi complici sono Argos Bleek (capo della sua armata privata) e due boscaioli, i fratelli Pinehead. Il suo anello è quello della Deforestazione, opposto a quello della Terra. Nell'episodio Going Bats, Man appare anche suo nipote, Robin Plunder.
- Sly Sludge: è un dissipatore di rifiuti che, insieme ai suoi complici Ooze e Tank Flusher III, rappresenta i rischi dell'ignoranza e del pensare a breve termine. Detiene l'anello dello Smog, opposto a quello dell'Aria di Linka.
- Dick Disastro (Duke Nukem): è un mutante radioattivo che rappresenta il pericolo dell'inquinamento nucleare. il suo complice è il codardo Tuta di Piombo (Leadsuit). Disastro detiene l'anello della Radioattività, opposto a quello del Fuoco.
- Rody Rogna (Verminous Skumm): un uomo ratto capo della gang Rat Pack, rappresenta il crimine organizzato e la sporcizia. il suo anello è quello della Tossicità, controparte di quello dell'acqua.
- Lady Velenia (Dr. Blight nella versione originale): è una scienziata pazza che sembra avere una relazione col suo super computer MAL e rappresenta la scienza priva di morale e la tecnologia incontrollata. È la creatrice degli anelli degli Ecovillians e detiene quello dell'Odio, l'opposto dell'anello del Cuore di Ma-Ti. Il suo volto è sfregiato, tanto che sembra portare una maschera di fango sul lato sinistro del viso.
- Zarm: non presente alla riunione in Summit to Save Earth, Zarm è lo spirito del pianeta Terra precedente a Gaia, e rappresenta guerra e distruzione.
- Capitan Flagello (in originale Captain Pollution, ossia Capitan Inquinamento): è la nemesi di Planet, creato dagli anelli donati agli Ecovillians da Lady Velenia. Ha il corpo giallo a macchie marroni, capelli arancioni e il pianeta sul suo costume è spaccato. A differenza di Captain Planet, Flagello viene evocato puntando gli anelli al suolo anziché in cielo. Viene sconfitto da Planet alla sua prima apparizione, ma ritorna (rigenerato da una pozza di rifiuti tossici) nella quarta stagione.

## Episodi

### Stagione 1
1. Cinque giovani molto speciali (A Hero for Earth)
2. Pioggia di terrore (Rain of Terror)
3. Beast of the Temple
4. Skumm Lord
5. Deadly Ransom
6. The Conqueror
7. Cacciatori di frodo (The Last of Her Kind)
8. The Dead Seas
9. Tree of Life
10. Volcano's Wrath
11. Littlest Planeteer
12. A World Below Us
13. Plunder Dam
14. Meltdown Syndrome
15. Smog Hog
16. Polluting by Computer
17. Don't Drink the Water
18. Kwame's Crisis
19. The Ozone Hole
20. The Ultimate Pollution
21. Population Bomb
22. Mission to Save Earth (part 1)
23. Mission to Save Earth (part 2)
24. Two Futures (part 1)
25. Two Futures (part 2)
26. Heat Wave

### Stagione 2
1. Mind Pollution
2. The Garbage Strikes
3. Domes of Doom
4. Send in the Clones
5. The Predator
6. The Ark
7. Isle of Solar Energy
8. The Coral Killer
9. The Big Clam-up
10. An Inside Job
11. The Fine Print
12. Off Road Hog
13. Trouble on the Half Shell
14. Stardust
15. The Blue Car Line
16. Birds of a Feather
17. Summit to Save Earth (part 1)
18. Summit to Save Earth (part 2)
19. Losing Game
20. A Twist of Fate
21. The Great Tree Heist
22. Radiant Amazon
23. Scorched Earth
24. Hate Canal
25. Fare Thee Whale
26. Utopia

### Stagione 3
1. Greenhouse Planet
2. A Creep from the Deep
3. The Deadly Glow
4. A Perfect World
5. The Dream Machine
6. Bitter Waters
7. The Guinea Pigs
8. OK at the Gunfight Corral
9. Canned Hunt
10. Hog Tide
11. A Formula for Hate
12. If It's Doomsday, This Must Be Belfast
13. The Night of the Wolf

## Doppiaggio
| Personaggio                  | Doppiatore originale                                          | Doppiatore italiano |
| ---------------------------- | ------------------------------------------------------------- | ------------------- |
| Capitan Planet               | David Coburn                                                  | Fabrizio Pucci      |
| Gaia                         | Whoopi Goldberg                                               | Lorenza Biella      |
| Quam (Kwame)                 | LeVar Burton                                                  | Massimiliano Alto   |
| Willy (Wheeler)              | Joey Dedio                                                    | Alberto Caneva      |
| Linka                        | Kath Soucie                                                   | Paola Valentini     |
| Ghi (Gi)                     | Janice Kawaye                                                 | Cinzia Villari      |
| Matias (Ma-Ti)               | Scott Menville                                                | Laura Latini        |
| Suchi                        | Frank Welker                                                  | /                   |
| Lady Velenia (Dr. Blight)    | Meg Ryan (Stagione 1) Mary Kay Bergman (Stagioni 2 e 3)       | Paola Tedesco       |
| Mr. Virus (Hoggish Greedly)  | Ed Asner                                                      | Gino Pagnani        |
| Dick Disastro (Duke Nukem)   | Dean Stockwell (Stagioni 1 e 2) Maurice LaMarche (Stagione 3) | Gino Pagnani        |
| Max Malis (Looten Plunder)   | James Coburn                                                  | Massimo Milazzo     |
| Rody Rogna (Verminous Skumm) | Jeff Goldblum (Stagione 1) Maurice LaMarche (Stagioni 2 e 3)  | Toni Orlandi        |
| Sly Sludge                   | Martin Sheen (Stagioni 1 e 2) Jim Cummings (Stagione 3)       | Rino Bolognesi      |
| Zarmo (Zarm)                 | Sting (Stagioni 1 e 2) David Warner (Stagione 3)              | Ennio Coltorti      |
| MAL                          | David Rappaport (Stagione 1) Tim Curry (Stagioni 2 e 3)       | Gianfranco Bellini  |
| Perfidio (Rigger)            | John Ratzenberger                                             | Willy Moser         |
| Argos Bleak                  | S. Scott Bullock                                              | Mario Bombardieri   |
| Tuta di Piombo (Leadsuit)    | Frank Welker                                                  | Marco Bolognesi     |
| Limo (Ooze)                  | Cam Clarke                                                    |                     |

## Influenza culturale
Nel terzo episodio della quinta stagione di Rick and Morty, Una scomoda Mort-ità, c'è un riferimento/parodia di questo cartone animato. Qui è presente una controparte femminile di Capitan Planet chiamata Planetina, che si innamora del protagonista Morty Smith ma lo lascia alla fine dell’episodio. Vi è anche una parodia dei giovani Ecodifensori, tuttavia non è presente Matias (l'anello del cuore) e vengono raffigurati in una controparte adulta.
Nel 39 episodio della 6 stagione dello Straordinario mondo di Gumball in un episodio il personaggio di Tobias Wilson è vestito da Capitan Planet per Halloween